# Ardisia caudata
Ardisia caudata är en viveväxtart som beskrevs av William Botting Hemsley. Ardisia caudata ingår i släktet Ardisia och familjen viveväxter. Inga underarter finns listade i Catalogue of Life.